# Curcumin
Curcumin là thành phần chính của curcuminoit – một chất trong củ nghệ thuộc họ Gừng (Zingiberaceae) được sử dụng như một gia vị phổ biến ở Ấn Độ. Có hai loại curcuminoit khác là desmethoxycurcumin và bis-desmethoxycurcumin. Các curcuminoit là các polyphenol và là chất tạo màu vàng cho củ nghệ. Curcumin có thể tồn tại ít nhất ở 2 dạng tautome là keto và enol. Cấu trúc dạng enol ổn định hơn về mặt năng lượng ở pha rắn và dạng dung dịch.
Curcumin có thể sử dụng để định lượng bo trong cái gọi là phương pháp curcumin. Nó phản ứng với axít boric tạo ra hợp chất màu đỏ, gọi là rosocyanin.
Curcumin có màu sáng đậm và được dùng để tạo màu cho thực phẩm như một chất phụ gia, được biết tới với tên gọi E100.

## Cấu trúc hóa học

Curcumin dạng keto

Curcumin dạng enol

Curcumin kết hợp chặt chẽ vài nhóm chức. Các hệ thống vòng thơm, là các polyphenol được nối bởi 2 nhóm cacbonyl α,β-chưa bão hòa. Hai nhóm cacbonyl tạo thành diketon. Diketon tạo thành các enol ổn định hay dễ dàng khử proton và tạo thành các enolat, trong khi cacbonyl α,β-chưa bão hòa là tác nhân nhận Michael tốt và có phản ứng cộng ái lực hạt nhân. Cấu trúc của curcumin được xác định lần đầu tiên vào năm 1910 (Kazimierz Kostanecki, J. Miłobędzka and Wiktor Lampe).

## Sử dụng trong y học
Củ nghệ bắt đầu được sử dụng trong y học Ayurveda tại Ấn Độ từ khoảng năm 1900 TCN để chữa trị một loạt các loại bệnh tật. Nghiên cứu của các nhà khoa học vào cuối thế kỷ XX đã xác định curcumin đóng vai trò quan trọng trong các hoạt tính sinh học của củ nghệ. Dựa trên những nghiên cứu trong ống nghiệm (in vitro) và trên động vật, các nhà khoa học đưa ra giả thuyết khả năng chữa bệnh hoặc ngăn ngừa bệnh của curcumin. Hiện tại, các tác động này chưa được xác nhận trên người. Tuy nhiên, cho tới năm 2008, rất nhiều thử nghiệm lâm sàng ở người đang được thử nghiệm để nghiên cứu về tác dụng của curcumin trong việc điều trị các bệnh như: viêm tủy, ung thư tụy, hội chứng loạn sản tủy, ung thư ruột kết, bệnh vẩy nến, bệnh Alzheimer.
Theo nghiên cứu cũng cho thấy curcumin có tính chất chống ung thư, chống oxy hóa, chống viêm khớp, chống thoái hóa, chống thiếu máu cục bộ và kháng viêm. Khả năng kháng viêm có thể là do sự ngăn chặn tổng hợp sinh học của eicosanoit
Curcumin làm vô hiệu hóa tế bào ung thư và ngăn chặn hình thành các tế bào ung thư mới. Curcumin giúp cơ thể phòng ngừa và chống ung thư. Curcumin là một chất có triển vọng lớn trong điều trị viêm gan B, C và nhiễm HIV.
Rất nhiều bằng chứng cho thấy curcumin phát triển chức năng tinh thần, một điều tra trên 1010 người châu Á ăn bột cari vàng ở độ tuổi 60-93 cho thấy những người ăn ít nhất 1 lần mỗi ngày trong 6 tháng cho kết quả MMSE cao hơn so với những người không ăn. Theo quan điểm của các nhà khoa học, và một con số rất lớn các nghiên cứu cho thấy curcumin có tác dụng tốt cho não, các notron, giảm stress, trầm cảm, trạng thái lo âu.

## Tác dụng chống ung thư
Khả năng chống ung thư do Curcumin làm vô hiệu hóa tế bào ung thư và ngăn chặn hình thành các tế bào ung thư mới mà không làm ảnh hưởng đến các tế bào lành tính bên cạnh. Curcumin can thiệp vào hoạt động sao chép của NF-κB là liên kết các bệnh viêm như ung thư.
Một nghiên cứu về tác dụng của Curcumin đối với ung thư năm 2009 cho thấy Curcumin điều chỉnh sự phát triển của các tế bào u, bướu thông qua quá trình phân chia thường xuyên của tế báo
0,2% curcumin thêm vào khẩu phần ăn của chuột trước khi thêm chất gây ung thư sẽ làm giảm rõ rệt chất gây ung thư này ở kết tràng

## Sinh khả dụng của curcumin
Một phần rất nhỏ curcumin được hấp thụ sau khi ăn. Curcumin không bền vững trong ruột và một lượng rất nhỏ đi qua đường tiêu hóa và nhanh chóng bị thoái hóa hoặc liên hợp thành glucuronidation.
Nghiên cứu của Shoba G., Joy D., Joseph T. và các cộng sự tại khoa Dược, đại học Y St. John, Bangalore, Ấn Độ đã cho thấy, hoạt chất piperine chiết xuất từ hạt tiêu đen có tác dụng tăng hấp thu và giảm đào thải của Curcumin trong máu lên rõ rệt. Một nghiên cứu của nhóm này được đăng tải trên tạp chí Pubmed của Thư viện y khoa quốc gia và Viện Sức khỏe quốc gia Hoa Kỳ tháng 5 năm 1998 đã chứng minh được sinh khả dụng của curcumin trên cơ thể người khi được kết hợp với piperine từ hạt tiêu theo tỷ lệ 1% đã tăng lên tới 2000% so với không dùng piperine.

Tác dụng này của piperine lên Curcumin đã được sử dụng để tạo ra dạng Super Curcumin – 1% khối lượng piperine trong Curcumin, với mức độ hấp thụ vượt trội của Curcumin khi đưa vào cơ thể.
Một vài tính chất có lợi của curmin như có khả năng ngăn ngừa ung thư kết tràng có thể không cần sự hấp thụ của cơ thể. Hòa tan Curcumin trong nước nóng hoặc dầu ấm sẽ có khả năng làm giảm độ sinh khả dụng của curcumin. Tuy vậy, nấu ăn có sử dụng curcumin và dầu, mỡ có thể làm tăng sự hấp thụ của curcumin

## Rủi ro và tác dụng phụ
Theo Kawanishi et al. (2005), curcumin cũng giống như các chất chống oxy hóa khác, là con dao hai lưỡi. Các nghiên cứu lâm sàng trên người với 2-12g curcumin cho thấy các tác dụng phụ như buồn nôn, tiêu chảy, rối loạn chuyển hóa sắt và chặn protein hepcidin, có khả năng gây ra thiếu sắt ở các bệnh nhân mẫn cảm.